# فورت لی (ویرجینیا)
فورت لی (به انگلیسی: Fort Lee) یک حوزه سرشماری و پایگاه نظامی در ایالات متحده آمریکا است که در ویرجینیا واقع شده‌است.
فورت لی همچنین دو موزه نیروی زمینی را در خود جای داده. این پایگاه به افتخار سرهنگ نیروی زمینی ایالات متحده آمریکا و فرمانده کل ارتش ایالات مؤتلفه آمریکا،  رابرت ئی. لی، نامگذاری شده که آن را به یکی از ده پایگاه نیروی زمینی تبدیل می‌کند که نام ژنرال‌های مؤتلفه سابق بر آنان گذاشته شده. فورت لی یک حوزه سرشماری (CDP), هم هست و در سرشماری سال ۲۰۱۰، ۳٬۳۹۳ نفر جمعیت داشته.